# 明凯
明凯（1993年7月25日—），游戏名称Clearlove或Clearlove 7，是一位中国英雄联盟职业运动员，目前是EDG俱乐部英雄联盟分部的打野选手。2012年参加第五届IGN，获得IPL5冠军。2014年，WE战队分析师阿布带着队内明凯和卷毛加入EDG战队，受到很多网友争议。2015年MSI季中邀请赛上，EDG战队以3-2战胜SKT战队获得冠军。2019年12月16日，明凯宣布成为EDG俱乐部英雄联盟分部主教练。2020年12月14日，明凯宣布以选手身份重回LPL职业联赛。

## 早年经历
明凯出生在湖北武汉的一个工人家庭。6岁时，明凯的父母为了让他学习英文而买了一台小霸王游戏机，明凯也因此开始接触《超级玛丽》、《魂斗罗》等电子游戏。
明凯上小学时，经常去游戏厅玩，当时，明凯已经是同学中的游戏高手。
2005年，明凯上初一时开始去老家附近几百米的黑网吧玩，并接触了一款名叫《信长之野望》的游戏。
在初中时代，明凯只要是休息时间都会去网吧打游戏，明凯的父母禁止他玩电子游戏，他就偷偷摸摸去那家黑网吧玩。明凯的学习成绩也因此下降。
明凯初中毕业后，他的父亲给他报了武汉铁路桥梁学校，并选了桥梁工程专业。
在中专期间，明凯几乎没怎么去上课，每天都玩《信长之野望》、《实况足球》、《最终幻想》等游戏。
2010年1月，武汉的一位职业电竞选手——830god夺得一项职业DotA世界冠军，自此，明凯开始几乎不出门，光打游戏。
之后，明凯在网上认识了冯卓君、欧阳维奇等玩家，并与他们组建战队参加一些《信长之野望》的在线比赛。
2011年初，明凯开始玩DotA。之后，明凯在江西婺源一处路桥工程实习的时候，冯卓君向明凯推荐了《英雄联盟》。
几个月后，明凯从学校毕业，毕业后每天在家玩《英雄联盟》。
2011年年底，明凯以2514的积分排名《英雄联盟》中国大陆服务器玩家Rank榜第一，于是一些职业战队开始关注他。明凯向WE与CCM投递简历，但被拒绝。

## 职业生涯

### 2012年
2012年初，明凯与冯卓君、李雨航、欧阳维奇、沈蕾斌以及蓝BIUBIU组建了一支名叫“蓝BIUBIU”的战队。1月，蓝BIUBIU战队战胜EHOME等战队，并取得Alienware英雄联盟精英赛等多项线上比赛的冠军。之后，蓝BIUBIU战队取得TGA网吧联赛长沙赛区第一名。后来，蓝BIUBIU战队在几次比赛中取得亚军与殿军。
6月，明凯加入Team Phoenix战队英雄联盟分部。
8月25日，Clearlove加入了WE战队，担任首发打野。在S2世界赛上，WE战队以中国赛区一号种子出线。在对阵CLG EU的四分之一决赛中，几次延误和连接问题导致比赛长达11个小时。最终WE战队1-2输给CLG EU战队，止步四强。10月17日，WE战队受NiceGameTV邀请前往韩国参加龙虎争霸杯，最终夺得冠军，获得参加第五届IGN ProLeague的参赛资格。WE战队在小组赛以全胜出线晋级决赛。决赛以3-1战胜Fnatic战队，夺得IPL5冠军，这也是英雄联盟中国赛区首个国际赛事冠军。

### 2013年
7月12日，WE战队参加LPL夏季赛，最终获得第四名，未能获得参加S3世界总决赛的资格。11月8日，WE俱乐部参加2013年WCG世界电子大赛，WE战队1-2输给OMG战队，这是WE传奇阵容最后一次参加比赛。12月同队Misaya宣布退役，战队分析师阿布也宣布离开队伍。12月4日，WE电子竞技俱乐部官方微博发文表示WCG后战队内部出现了些小问题，正在处理中，并表示希望WE战队能保持传奇阵容。12月9日，WE战队宣布退出GEC2013嘉年华比赛，由二队代替参加。2013年底，WE战队分析师阿布带着Clearlove加入EDG战队。

### 2014年
春季赛决赛，EDG战队3-0战胜IG战队，获得春季赛冠军。夏季赛决赛，EDG战队3-0战胜OMG战队，获得夏季赛冠军。
S4世界赛资格赛在OMG、IG、皇族、LGD和EDG五支队伍之间进行，其中EDG作为春季赛和夏季赛的双冠王已经拥有一个总决赛名额，最终EDG以2-1战胜皇族获得LPL赛区一号种子。但在S4全球总决赛四分之一决赛中，EDG战队3-2输给皇族战队，止步八强。

### 2015年
春季赛决赛，EDG战队3-2战胜LGD战队，获得参加MSI季中邀请赛的资格。MSI季中邀请赛决赛EDG对阵SKT的第五局中，Clearlove选出自己成名英雄寡妇制造者、Faker选出在此之前职业生涯100%胜率的诡术妖姬，最后EDG战队3-2击败SKT战队，夺得MSI冠军，还被评选为世界最佳团队德玛西亚杯，EDG战队3-0击败OMG战队获得冠军。EDG战队在夏季赛中以常规赛第一名晋级季后赛，但在EDG战队3-1输给IG战队，获得第四名。
S5全球总决赛小组赛的分组中，EDG战队与SKT战队、H2k Gaming战队、Bangkok Titans战队并入同一个小组，最终EDG战队以小组第二的成绩晋级淘汰赛。在四分之一决赛面对Fnatic战队，EDG战队0-3输给Fnatic战队，止步八强。

### 2016年
LPL春季赛决赛中，EDG战队1-3输给RNG战队，获得亚军。LPL夏季赛小组赛，EDG战队以常规赛第一晋级季后赛。在半决赛中，EDG战队3-2击败WE战队。决赛中，EDG战队3-0击败RNG战队，夺得冠军，并以LPL职业联赛一号种子出战S6全球总决赛。在S6全球总决赛四分之一决赛中，EDG战队1-3输给ROX Tigers战队，止步八强。 随后，Clearlove与队友上单Mouse受邀参加2016年英雄联盟全明星赛。

### 2017年
春季赛的首发名单中，Clearlove和Fireloli在打野位进行轮换，但Clearlove大部分常规赛的比赛都没有上场。EDG战队在年春季赛半决赛中1-3输给RNG战队 ，最终3-2击败OMG战队获得季军。夏季赛中，CLearlove回归战队的主力打野。EDG战队在夏季赛决赛中以3-2击败RNG战队夺得冠军。
S7全球总决赛小组赛中，EDG战队和AHQ战队并列小组第三，未能晋级淘汰赛。

### 2018年
LPL春季赛决赛中，EDG战队1-3输给RNG战队，获得亚军。LPL夏季赛中，Clearlove和Haro进行轮换。后半程比赛Haro发挥不佳，Clearlove登场帮助EDG战队以西部第二的成绩晋级季后赛。在季后赛四分之一决赛中，EDG战队1-3输给JDG战队，止步四强。S8全球总决赛选拔赛上，EDG战队分别以3-1战胜RW战队、3-2战胜JDG战队，获得S8世界总决赛入围赛的资格。但Clearlove在这两场比赛中并未登场。
S8全球总决赛入围赛中，Clearlove帮助EDG战队成功晋级小组赛。在小组赛上，Clearlove只出场四次，最终EDG战队以4-2成绩晋级淘汰赛。淘汰赛第一轮，EDG战队以1:3不敌FNC战队，止步八强，Clearlove并未在淘汰赛阶段出场。

### 2019年
LPL春季赛，Clearlove在时隔167天重新登场，EDG战队2-0战胜SN战队。12月6日，Clearlove宣布退役，并转为EDG战队的主教练。

### 2020年
受COVID-19影响，Clearlove被困武汉或将缺席2020年LPL春季赛。Clearlove归队，将带领“完整体”的EDG战队冲击季后赛。12月14日，明凯宣布以选手的身份重回LPL职业联赛。

## 争议
- 鱼死网破之夜，英雄联盟S3全球总决赛中，WE战队全员状态严重下滑导致成绩不佳。S3全球总决赛以及WCG全国电子竞技大赛结束后，分析师阿布以休赛旅游为借口，带着辅助卷毛和打野明凯违反合同约定投奔EDG战队。虽然当时并不是转会期，但由于当时的合同不完善，并没有多少惩罚。队友草莓发微博表示希望厂长打完比赛再走，但厂长并没有听取草莓的建议，跟着阿布当晚就离开了WE战队，使得WE战队很长一段时间无法参加比赛。被网友称：鱼死网破之夜。[38]

- 塔下嘲讽，2014年LPL春季赛季后赛第二局比赛中，EDG战队对阵WE战队比赛中，厂长在下路一塔下对着原WE的队友高学成跳舞嘲讽，引起众多网友热议。[39]

- 我会向世界证明谁才是世界第一打野，S3全明星赛时，明凯在宣传片中说：“我也会在这个舞台证明谁才是世界第一打野”，因此明凯被网友称：世界第一打野。[40]

- 学霸明凯/时空裂缝，时空裂隙是艾克的大招，明凯有一张照片相貌神似艾克的贴图。在2017年夏季赛收官赛中EDG对阵Snake中，比赛进行到22分34秒时出现技术性故障，比赛服务器无预警重启。根据《英雄联盟职业联赛正式规则》9.4.3中”如果LPL官方如果认定BUG非常严重而且可以被证实，并且该选手遵从暂停协议，那么受到不利影响的一方将可以选择重新开始。如果队伍接受，在时光断裂技术可以使用的情况下，LPL官方将会尝试以“时空断裂技术修复游戏”的规则说明，裁定使用时空断裂恢复至22分27秒，经过测试，发现可恢复的最近时间点为22分25秒，经过沟通，裁定使用时空断裂恢复至22分25秒，比赛继续进行。但Snake俱乐部CEO左雾赛后发微博声称；当时沟通是同意27秒，结果却只能回溯到25秒。这两秒导致本该阵亡的明凯幸运逃生，被网友称：时空裂痕。[41]

- 诺言ID事件，在电竞圈，最知名和最早使用ID为诺言是英雄联盟EDG俱乐部的打野Clearlove。王者荣耀Estar俱乐部也有一名选手的ID为eStarPro、诺言，但Estar俱乐部微博宣传经常用某些隐晦词指向明凯，这让有些明凯粉丝认为该Estar选手和俱乐部官博有蹭热度的嫌疑，一时之间，双方粉丝引起激烈争吵[42]。随后EDG俱乐部在微博发表了对此事件的看法，表示任何电竞赛场上努力付出的选手都值得被我们尊重。[43]

## 成就

### 统计
- 2016年4月23日，明凯成为LPL职业联赛上唯一一名助攻数突破2500次的选手。[44]
- 2016年6月9日，在EDG战队2-1战胜iG战队之后，明凯的LPL职业生涯共进行了280场比赛，取得了其中200场的胜利，胜率为71.4%，他的登场次数和获胜次数都是LPL历史第一。[45]
- 2016年7月4日，德玛西亚杯苏州站中，明凯在EDG战队对阵GT战队的第一场比赛中使用格雷福斯击杀GT、WuShuang的李青获得职业生涯第一个五杀。[46]
- 2017年春季赛开赛时，LPL官方决定颁发LPL职业选手选手证书，明凯职业生涯目前为全联盟最长，被官方授予“001”编号职业证书。[47]
- 2017年S7世界总决赛中，明凯以(KDA:2.2/2.2/7.2)的数据位列小组赛选手FAN数据榜打野位置的第二名。[48]
- 2019年3月20日完成了自己在LPL的第300胜，成为了LPL历史上首位300胜选手。[49][50]
- 2019年微博年度人物第四名。[51]
- 在世界电竞职业选手奖金排行榜中，明凯世界排名第241名、中国地区排名第50名。[52]
- LPL联赛第一个春夏连冠、德玛西亚杯六冠、LPL联赛五冠。[53]

### 寡妇制造者
- 全球使用伊芙琳最多的选手是Clearlove（43局）
- 全球使用伊芙琳胜局最多的选手是Clearlove（31局）
- 全球使用伊芙琳胜率最高的选手是Alex Ich（7-0，胜率100%）
- LPL第一个使用伊芙琳获胜的选手是Troll（明凯的第一个ID）
- LPL使用伊芙琳击杀数最多的选手是Clearlove（168个击杀）

数据来源:

### 个人奖项
- 2013年英雄联盟全明星[55]
- 2015年英雄联盟全明星[56]
- 2015年MSI季中邀请赛MVP[57]
- 2015年年度最受欢迎选手[58]
- 2015年年度最佳打野[58]
- 2016年英雄联盟全明星[59]
- 中国电竞名人堂《英雄联盟》[60]

### 团队奖项
Team Phoenix
- PLL 挑战赛季军
- CPL沈阳预选赛亚军
- 第二届Go4LoL Pro亚洲赛冠军

Team WE
- 第一届UGT冠军
- S2世界总决赛八强
- WEM2012冠军
- 国际数字娱乐嘉年华2012冠军
- 技嘉SWL职业赛冠军
- 龙争虎斗杯冠军
- 腾讯游戏TGA大赛2012冬季总决赛
- IPL5世界总决赛冠军
- HPL职业联赛冠军
- 第二届G联赛冠军
- 第二届技嘉SWL职业赛冠军
- 英伟达游戏群英汇冠军
- 2013年LPL春季赛第四名
- 2013年第四届亚洲室内运动会英雄联盟项目亚军
- 技嘉国际电子竞技明星邀请赛第五名
- 2013年IEM8上海站冠军
- 2013年WCG中国赛区预选赛亚军
- 2013年NEST全国电子竞技大赛亚军
- 2013年LPL夏季赛季军
- 2013年WCG世界区总决赛季军
- 2013年G联赛四强

数据来源:
EDward Gaming
- 第一届德玛西亚杯亚军
- 2014年IET义乌国际电子竞技大赛英雄联盟项目冠军
- 2014年LPL春季赛冠军
- 2014年IEM9中国赛区深圳站亚军
- 2014年LPL夏季赛
- 2014年LPL赛区一号种子
- 2014XCS联赛冠军
- S4世界总决赛八强
- 2014年英伟达游戏群英汇冠军
- 2014年NEST全国电子竞技大赛亚军
- 2014年NESO冠军
- 第二届德玛西亚杯冠军
- 2014年G联赛冠军
- 2015年德玛西亚杯春季赛冠军
- 2015年LPL春季赛冠军
- 2015年英雄联盟季中邀请赛冠军
- 2015年德玛西亚杯夏季赛冠军
- 2015年LPL夏季赛第四名
- S5世界总决赛八强
- 2015年德玛西亚杯年度总决赛冠军
- 2016年LPL春季赛亚军
- 2016年LPL夏季赛冠军
- S6世界总决赛八强
- 2016年德玛西亚杯总决赛冠军
- 2017年LPL春季赛季军
- 2017年亚洲对抗赛冠军
- 2017年LPL夏季赛冠军
- 2018年LPL春季赛亚军

数据来源:

## 职业数据
明凯打野位职业数据统计
| 赛事名称                       | 平均每局KDA  | 战绩（胜/负） | 参考资料 |
| ------------------------------ | ------------ | ------------- | -------- |
| S2全球总决赛                   | 3.0/4.0/10.0 | 1/2           | [ 63 ]   |
| 2013年LPL春季赛                | 3.1/2.4/10.7 | 23/11         | [ 63 ]   |
| 2013年LPL夏季赛                | 2.5/2.5/9.9  | 13/9          | [ 63 ]   |
| 2014年LPL春季赛                | 3.8/1.9/7.6  | 24/9          | [ 63 ]   |
| 2014年LPL夏季赛                | 3.1/2.7/10.6 | 26/11         | [ 63 ]   |
| S4全球总决赛                   | 3.1/2.8/7.2  | 6/6           | [ 63 ]   |
| 2015年LPL春季赛                | 3.3/1.5/10.9 | 46/9          | [ 63 ]   |
| 2015年MSI季中邀请赛            | 3.9/1.6/12.2 | 10/3          | [ 63 ]   |
| 2015年LPL夏季赛                | 3.4/1.8/9.2  | 35/16         | [ 63 ]   |
| 2015年德玛西亚杯——北京站       | 2.7/1.1/11.1 | 12/2          | [ 63 ]   |
| S5LPL预选赛                    | 2.8/2.2/12.7 | 5/1           | [ 63 ]   |
| S5全球总决赛                   | 1.9/2.3/8.0  | 4/5           | [ 63 ]   |
| 2015年德玛西亚杯——武汉站       | 1.9/2.0/8.7  | 6/3           | [ 63 ]   |
| 2015年全明星赛                 | 5.0/6.0/8.0  | 0/1           | [ 63 ]   |
| 2016年LPL春季赛                | 3.5/1.6/7.6  | 29/10         | [ 63 ]   |
| 2016年LPL赛季赛                | 3.9/1.6/8.7  | 38/7          | [ 63 ]   |
| 2016年德玛西亚杯——苏州和武汉站 | 5.8/1.5/10.5 | 15/1          | [ 63 ]   |
| S6全球总决赛                   | 2.0/1.9/6.5  | 5/6           | [ 63 ]   |
| 2016年全明星赛                 | 4.0/3.7/6.3  | 1/2           | [ 63 ]   |
| 2017年LPL春季赛                | 2.0/1.6/3.8  | 4/4           | [ 63 ]   |
| 2017年德玛西亚杯——长沙站       | 2.3/4.0/11.0 | 1/2           | [ 63 ]   |
| 2017年LPL夏季赛                | 3.1/1.9/7.4  | 29/13         | [ 63 ]   |
| 2017年亚洲对抗赛               | 2.5/2.2/6.2  | 1/3           | [ 63 ]   |
| 2017年全国电子竞技大赛         | 1.6/3.2/5.4  | 2/3           | [ 63 ]   |
| S7全球总决赛                   | 2.2/2.2/7.2  | 2/4           | [ 63 ]   |
| 2018年LPL春季赛                | 1.3/2.0/7.3  | 3/3           | [ 63 ]   |
| 2018年德玛西亚杯——珠海站       | 4.0/3.0/6.0  | 0/1           | [ 63 ]   |
| 2018年LPL夏季赛                | 2.2/2.1/7.2  | 17/9          | [ 63 ]   |
| S8全球总决赛 入围赛            | 2.5/0.5/6.2  | 4/0           | [ 63 ]   |
| S8全球总决赛                   | 1.5/1.5/3.5  | 1/1           | [ 63 ]   |
| 2019年LPL春季赛                | 1.5/2.3/7.4  | 11/4          | [ 63 ]   |